# Clive Francis
Clive Francis est un acteur britannique né le 26 juin 1946 à Eastbourne en Angleterre.

## Filmographie

### Cinéma
- 1968 : L'Infaillible Inspecteur Clouseau : Clyde Hargreaves
- 1970 : The Man Who Had Power Over Women : Barry Black
- 1971 : Salaud : Vivian
- 1971 : Girl Stroke Boy : Laurie
- 1971 : Orange mécanique : Lodger
- 2005 : The Last Hangman : Bernard Montgomery
- 2014 : Mr. Turner : Sir Martin Archer Shee
- 2016 : The Masterful Hermit : Scruffy Man
- 2016 : The Lost City of Z : Sir John Scott Keltie
- 2019 : Official Secrets de Gavin Hood : amiral Nick Wilkinson

### Télévision
- 1965 : Romeo and Juliet : Romeo
- 1966 : David Copperfield : Tommy Traddles (6 épisodes)
- 1968 : Middlemarch : Fred Vincy (5 épisodes)
- 1969 : Strange Report : Brandt (1 épisode)
- 1971 : Sense and Sensibility : John Willoughby (4 épisodes)
- 1972 : Crime of Passion : Modeste (1 épisode)
- 1973 : Z-Cars : Jerry (1 épisode)
- 1974 : New Scotland Yard : Détective Dexter (7 épisodes)
- 1974 : The Gathering Storm : Randolph Churchill
- 1975 : Poldark : Francis Poldark (13 épisodes)
- 1976 : Crown Court : Ian Whitting (3 épisodes)
- 1977 : Rough Justice : Ben Conroy (6 épisodes)
- 1981 : Masada : Attius (4 épisodes)
- 1983 : A Married Man : Henry Mascall (3 épisodes)
- 1984 : Pavillons lointains : Kelly
- 1985 : Yes Prime Minister : Dylan Chadwick (1 épisode)
- 1986 : The Return of Sherlock Holmes : Neville St Clair (1 épisode)
- 1987 : A Dorothy L. Sayers Mystery : Norman Urquhart (3 épisodes)
- 1987 : Hand in Glove : Philip
- 1989 : After the War : Ken Haller (1 épisode)
- 1989 : Saracen : Dr Robert Barkstone (1 épisode)
- 1989-1990 : May to December : Miles Henty (7 épisodes)
- 1990-1992 : The Piglet Files : Morris Drummond (14 épisodes)
- 1993 : Du rouge à lèvres sur ton col : Major Hedges (6 épisodes)
- 1995 : The Plant : DCI Pinker
- 2002 : Sydney Fox, l'aventurière : Lord Artherton (1 épisode)
- 2005 : Rosemary and Thyme : Angus Fairley (1 épisode)
- 2009 : Flics toujours : Allistair Dudley (1 épisode)
- 2010 : Casualty : Pat Bailey (1 épisode)
- 2011 : Ma tribu : M. Tilley (1 épisode)
- 2014 : The Missing : Robert (3 épisodes)
- 2016-2017 : The Crown : Lord Salisbury (10 épisodes)